# Пјотр Леонидович Капица
Пјотр Леонидович Капица (рус. Пётр Леони́дович Капи́ца, 8. јул 1894 — 8. април 1984) био је совјетски физичар, који је 1978. године добио Нобелову награду за физику „за основна открића и изуме у области физике ниске температуре”.